# Бендиксен, Зигфрид Детлеф
Зигфрид Детлеф Бендиксен (нем. Siegfried Detlev Bendixen; 25 ноября 1786, Киль, Дания — 1864, Лондон, Великобритания) — немецкий художник и график.

## Биография
З. Д. Бендиксен был известен в Гамбурге и его окрестностях как художник-пейзажист. Работает на севере Германии, прежде чем в 1832 году переезжает в Лондон. Особое значение приобретает творчество Бендиксена в связи с тем, что он был первым из художников, запечатлевших на своих картинах древние и доисторические памятники культуры в Северной Германии. Так, известны три его гравюры, изображающие гуннские захоронения близ Гамбурга-Фольксдорфа. В 1821—22 годах художник выпускает серию литографий, изображающих древности, находившиеся во владении «Патриотического общества Альтоны». Также кисти З. Д. Бендиксена принадлежит изображение в натуральную величину святого Ансгара Бременского, находящееся в церкви Св. Троицы в Гамбурге-Альтона.

## Галерея

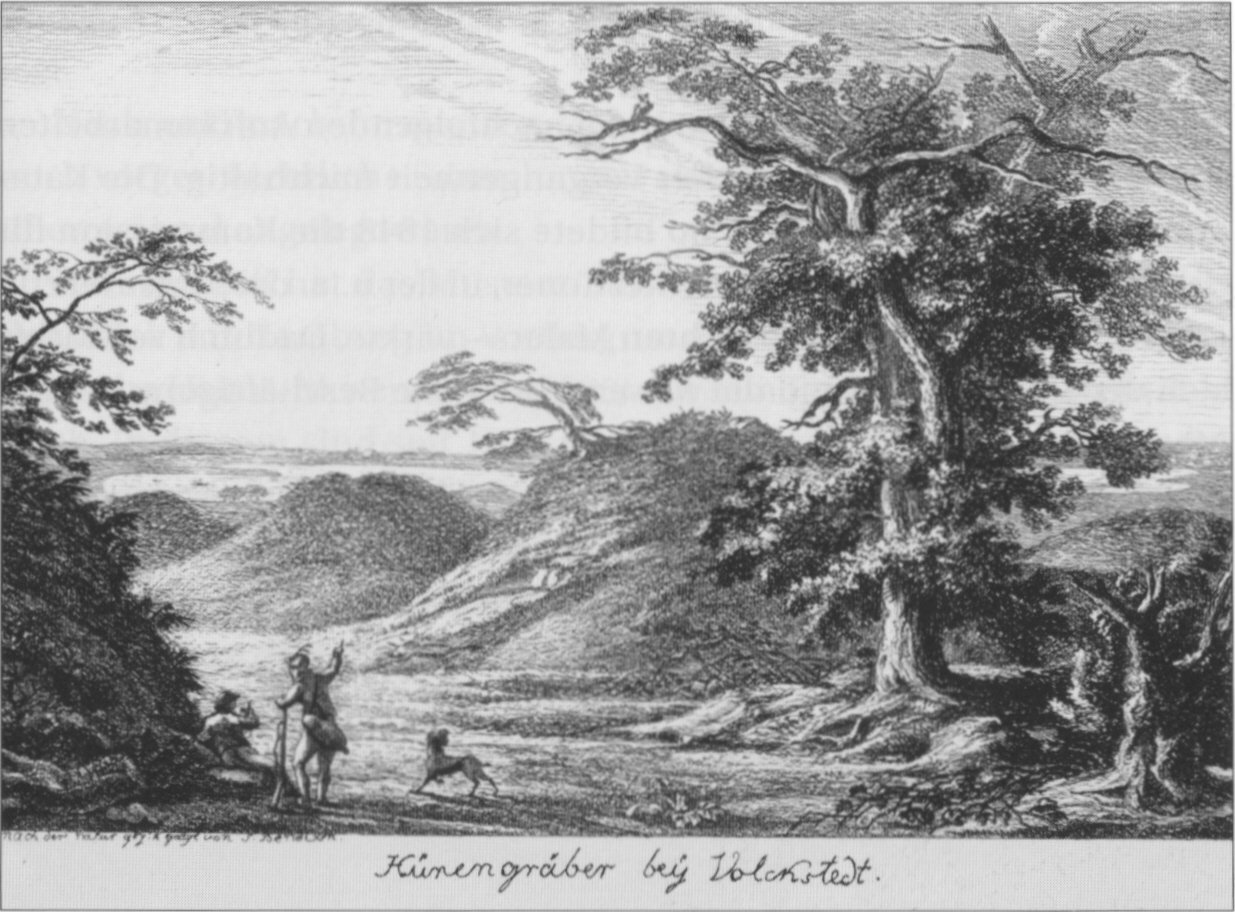
Гуннские курганы у Фольксшедта
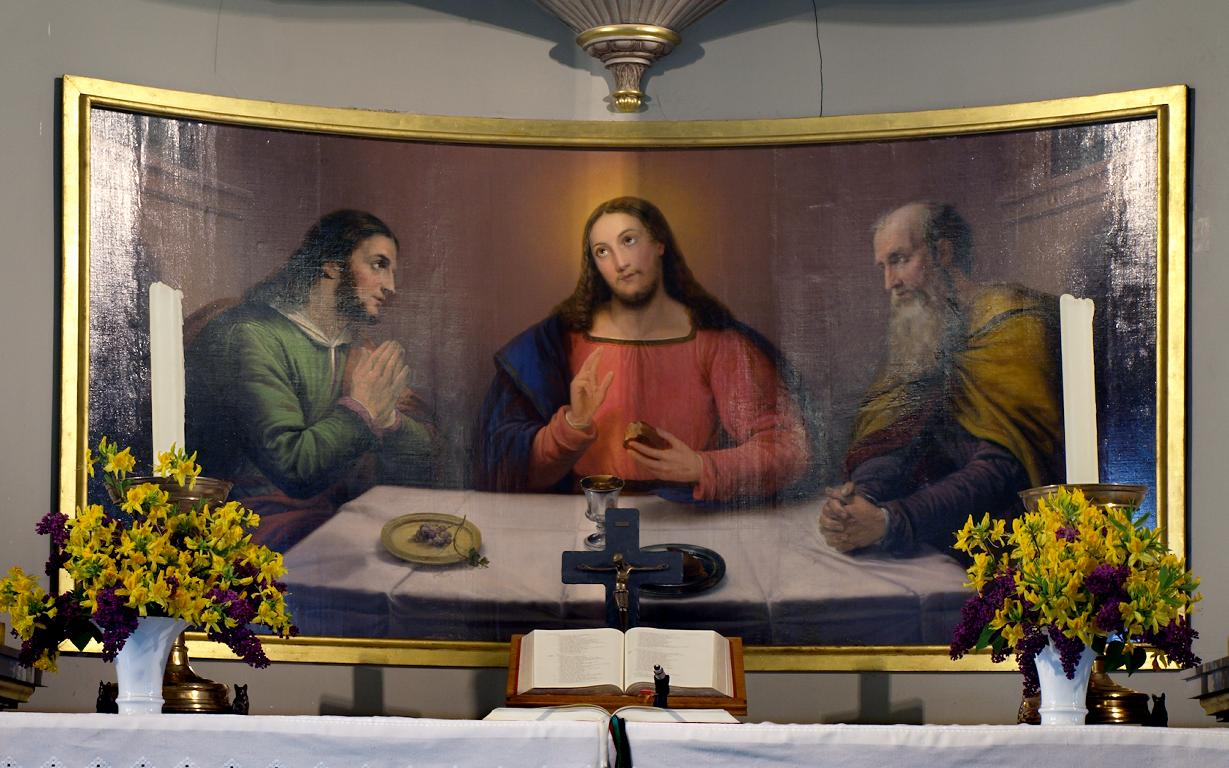
Христос в Эммаусе (1832), алтарная картина в церкви Кремпа
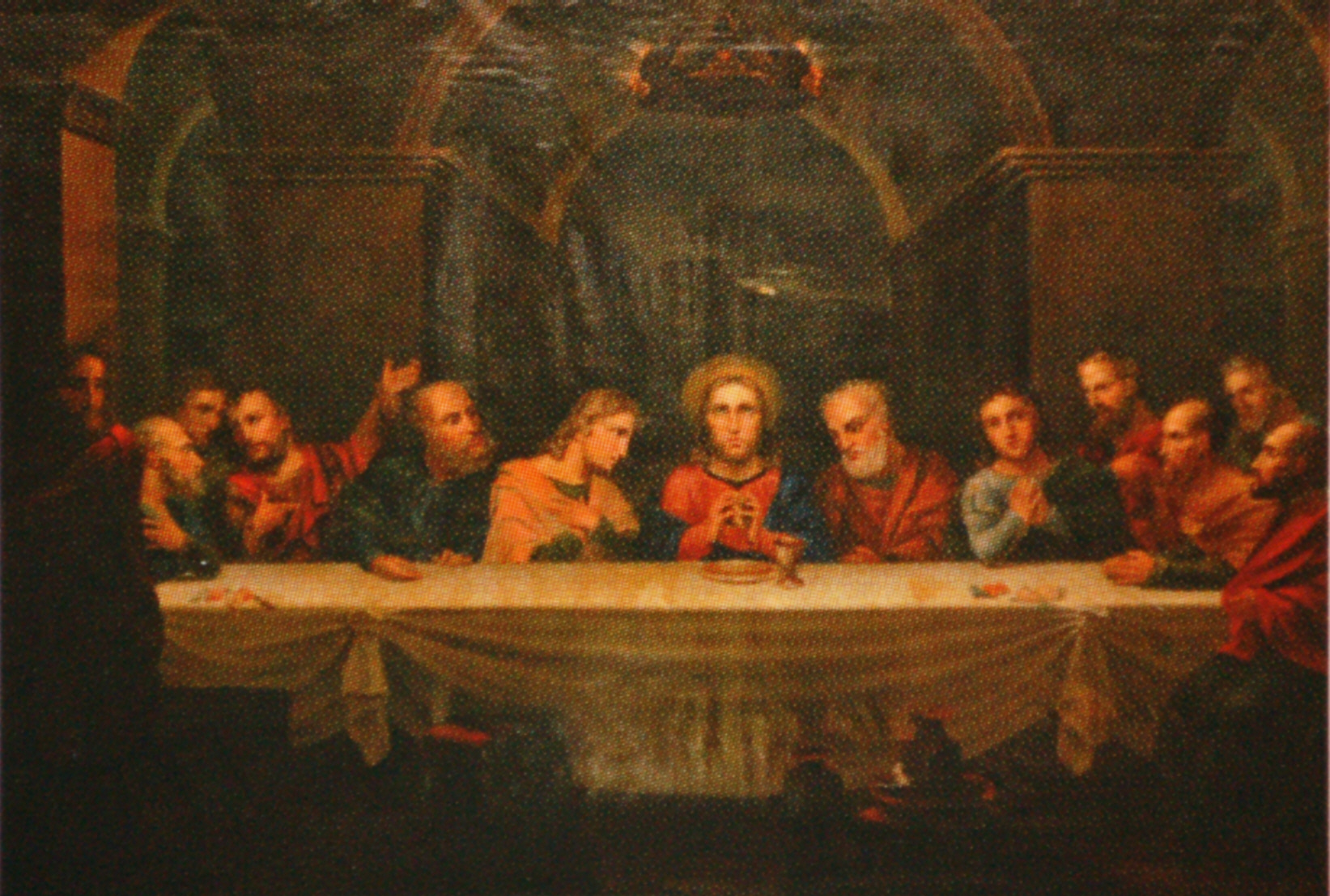
Тайная вечеря, из монастырской церкви Ютерзен (ок. 1800)
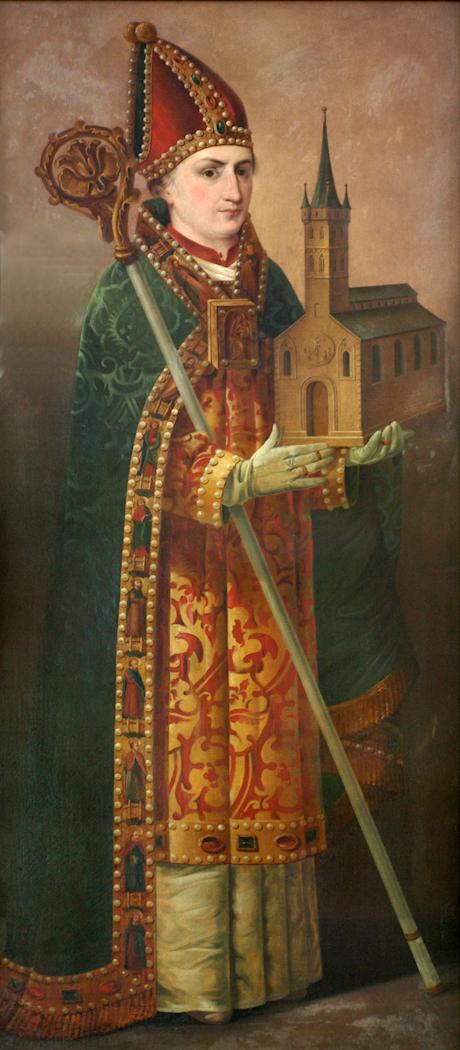
Епископ Ансгар, церковь св. Троицы, Гамбург-Альтона